# Centroclisis brachygaster
Centroclisis brachygaster är en insektsart som först beskrevs av Jules Pièrre Rambur 1842.  Centroclisis brachygaster ingår i släktet Centroclisis och familjen myrlejonsländor. Inga underarter finns listade i Catalogue of Life.